# Shenandoah (Virginia)
Shenandoah es una localidad situada en el condado de Page, en el estado estadounidense de Virginia. Según el censo de 2010 tenía una población de 2.373 habitantes.

## Demografía
Según el censo del 2000, Shenandoah tenía 1.878 habitantes, 764 viviendas, y 541 familias. La densidad de población era de 549,3 habitantes por km².
De las 764 viviendas en un 30%  vivían niños de menos de 18 años, en un 51,8%  vivían parejas casadas, en un 14% mujeres solteras, y en un 29,1% no eran unidades familiares. En el 24,5% de las viviendas  vivían personas solas el 12,3% de las cuales correspondía a personas de 65 años o más que vivían solas. El número medio de personas viviendo en cada vivienda era de 2,46 y el número medio de personas que vivían en cada familia era de 2,87.
Por edades la población se repartía de la siguiente manera: un 24,2% tenía menos de 18 años, un 7,8% entre 18 y 24, un 29,7% entre 25 y 44, un 22,7% de 45 a 60 y un 15,6% 65 años o más.
La edad media era de 38 años.  Por cada 100 mujeres de 18 o más años  había 83,4 hombres.
La renta media por vivienda era de 33.929$ y la renta media por familia de 37.896$. Los hombres tenían una renta media de 26.105$ mientras que las mujeres 20.833$. La renta per cápita de la población era de 16.030$. En torno al 9% de las familias y el 12,1% de la población estaban por debajo del umbral de pobreza.

## Localidades adyacentes
El siguiente diagrama muestra a las localidades más próximas a Shenandoah.